# Ridax
Ridax is een soort fotopapier dat ontwikkeld werd door Gevaert in Oude God (Mortsel). Ridax is een zilverchloride papier.

## Ontstaan en varianten
Ridax was een gaslichtpapier dat ontwikkeld werd voor amateurfotografen die zelf hun foto's wensten te ontwikkelen. Het liet een erg ruime belichtingsspeelruimte toe. De firma Lieven Gevaert & co. registreerde het patent op dit papier in 1905. De merknaam bleef in gebruik tot 1964. 
Bij zijn ontstaan werd Ridax in drie verschillende gradaties (zacht, medium en hard) geleverd. Vanaf ca. 1935 werden zeven gradaties geïntroduceerd: ultrazacht, extrazacht, zacht, medium (of normaal), medium contrast, hard en ultrahard. In 1933 werd Ridax Rose (Ridax 9) als tegenhanger van Lupex 'sonnig' ontwikkeld. Tegenover Lupex Braun van Agfa plaatste men Ridax 21 of Ridax Bruin. Dit papier kwam bijzonder tot zijn recht voor zomer- en herfstopnamen en foto's bij kunstlicht. 
Om tegemoet te komen aan de vraag naar meer gevoelig Ridaxpapier werd Ridax Rapid uitgewerkt. Ook deze soort werd vanaf 1933 van een 'zonnige' variant voorzien. Vanaf 1960 verscheen Ridax-verpakking met achter het emulsienummer de letter E. De aanbevolen ontwikkeling gebeurde met Gevaert Metinol ontwikkelaar.

## Concurrenten
Concurrenten van Ridax waren de soorten Velox van Eastman Kodak en vanaf 1927 Lupex van de I.G. Farbenindustrie A.G. (Agfa) en Fogas.